# Limnoria foveolata
Limnoria foveolata är en kräftdjursart som beskrevs av Menzies 1957. Limnoria foveolata ingår i släktet Limnoria och familjen borrgråsuggor. Inga underarter finns listade i Catalogue of Life.